# Arena Rap
Arena Rap ist eine EP des US-amerikanischen Rappers Yelawolf. Sie erschien am 28. Dezember 2008 über die Labels Ghet-O-Vision und Redd Klay ausschließlich zum Download. Die EP ist die erste Veröffentlichung des Rappers über ein Label, nach seinem selbst veröffentlichten Debütalbum Creek Water aus dem Jahr 2005.

## Inhalt
Im ersten Lied Back to Bama befasst sich Yelawolf mit seinem Heimat-Bundesstaat Alabama und auch in anderen Liedern befinden sich immer wieder Anspielungen an diesen. All Aboard handelt davon, die Gelegenheiten, die sich im Leben bieten, zu ergreifen und nicht zu zögern. Außerdem arbeitet der Rapper seine Vergangenheit, zu der Alkohol- und Drogenexzesse gehörten, im Track Come on Over auf. Gone ist ein typischer Partysong.
Mehrere Refrains werden von Yelawolf gesungen anstatt gerappt, wobei er komplett auf Gastbeiträge anderer Künstler verzichtet. Für die Hookline des Songs Come on Over wurde ein Sample des Lieds Down the Line von José González verwendet.

## Covergestaltung
Das Albumcover zeigt die braunen Umrisse eines Hirsches, vor dem sich der Schriftzug Yelawolf befindet. Im unteren Teil des Bildes steht in Braun der Titel Arena Rap EP. Der Hintergrund ist in Holzfarben gehalten.

## Titelliste
| # | Titel          | Länge |
| - | -------------- | ----- |
| 1 | Back to Bama   | 4:20  |
| 2 | Candy & Dreams | 4:14  |
| 3 | Enjoy the View | 4:11  |
| 4 | All Aboard     | 4:24  |
| 5 | Come on Over   | 3:23  |
| 6 | Stage Lights   | 3:32  |
| 7 | Gone           | 4:10  |